# The Out Louds
The Out Louds ist ein Jazzalbum von Ben Goldberg, Mary Halvorson und Tomas Fujiwara. Die am 18. Dezember 2014 im Studio The Bunker Brooklyn entstandenen Aufnahmen erschienen 2016 auf Relative Pitch Records.

## Hintergrund
Das Trio The Out Louds bildeten Tomas Fujiwara am Schlagzeug, Ben Goldberg an der Klarinette und Mary Halvorson an der Gitarre. Zuvor spielten Halvorson und Fujiwara als Teil eines Trios namens Thumbscrew zusammen. Das selbstbetitelten Debüt des kollaborativen Trios The Out Louds war ihr erstes gemeinsames Album. Bei der Musik des Trios gehe es nicht um Kompositionen, schrieb Don Phipps, sondern um „Klangforschung“ und um kollektive Improvisation, die auf sich entwickelnden musikalischen Themen basiere. Die elf Stücke von The Out Louds sind nach Blumen benannt, die im Brooklyn Botanic Garden wachsen.

## Titelliste

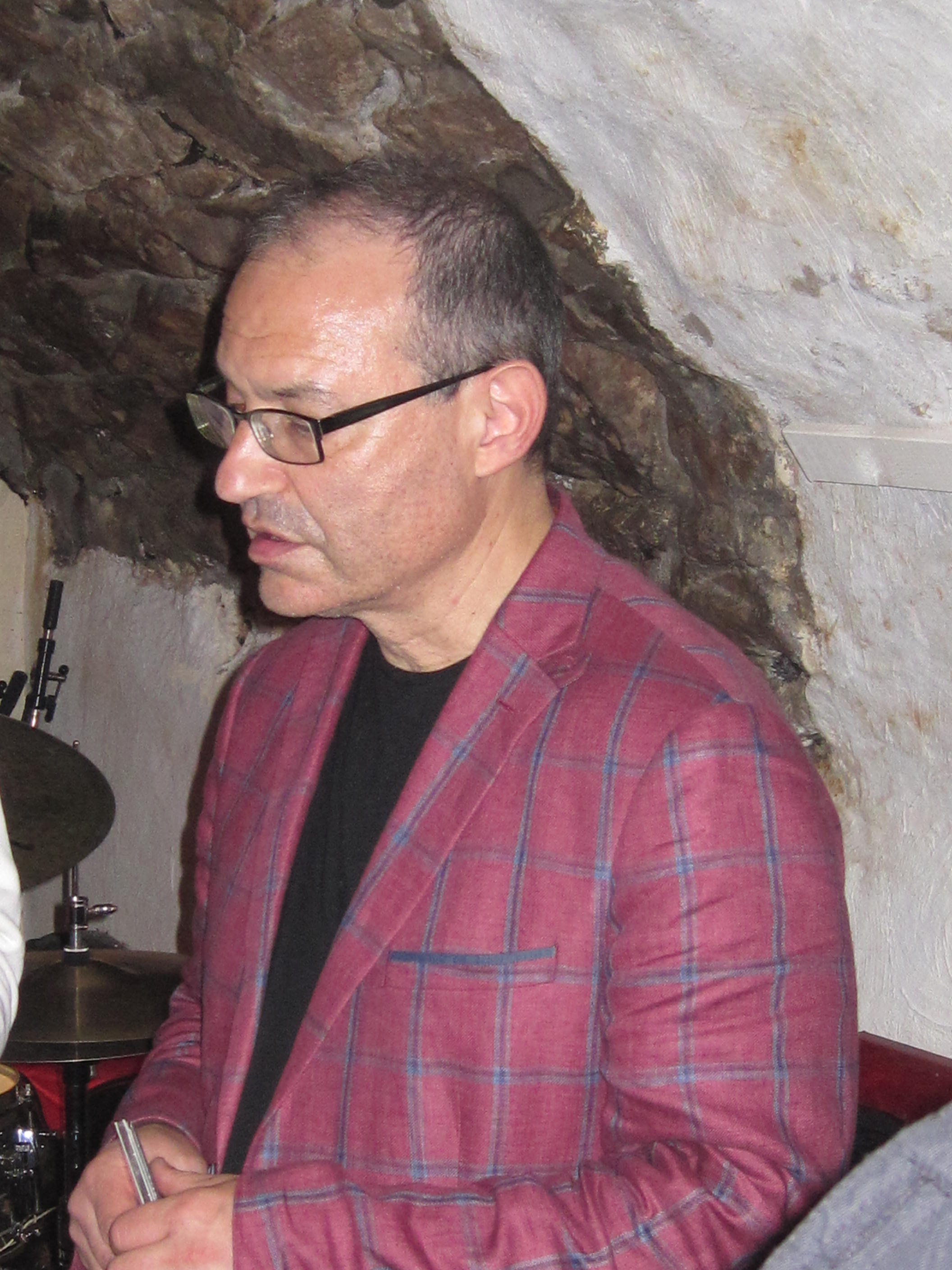
Ben Goldberg 2018. Foto: Justus Nussbaum

- Tomas Fujiwara + Ben Goldberg + Mary Halvorson: The Out Louds (Relative Pitch RPR1042)

1. Starry/False
2. Trout-Lily
3. False Goat's-Beard
4. Yellow Queen
5. Obedience
6. Pink Home Run
7. Preference
8. Old Blush
9. Black Garlic
10. Nearly Wild
11. Pink Double Knock out

## Rezeption
Nach Ansicht von Don Phipps, der das Album in All About Jazz rezensierte, besitze diese Musik eine mentale Strenge - Geben und Nehmen, senden und erwidern. Außerdem sei es das musikalische Äquivalent eines Gesprächs zwischen drei begabten, äußerst talentierten, engen Freunden. Auch wenn jeder Track nach einer Blume benannt ist, beschrieben The Out Louds ihre Musik als „Klangforschung“, notierte der Autor. „Es ist nicht anders als ein Labor mit spielerischen Experimenten, die Effekte modellieren und gleichzeitig Empathie demonstrieren sollen. Hier verbinden sich Formalismus und Schönheit. Und es ist nicht nur Musik, sondern auch der Raum zwischen den Tönen.“

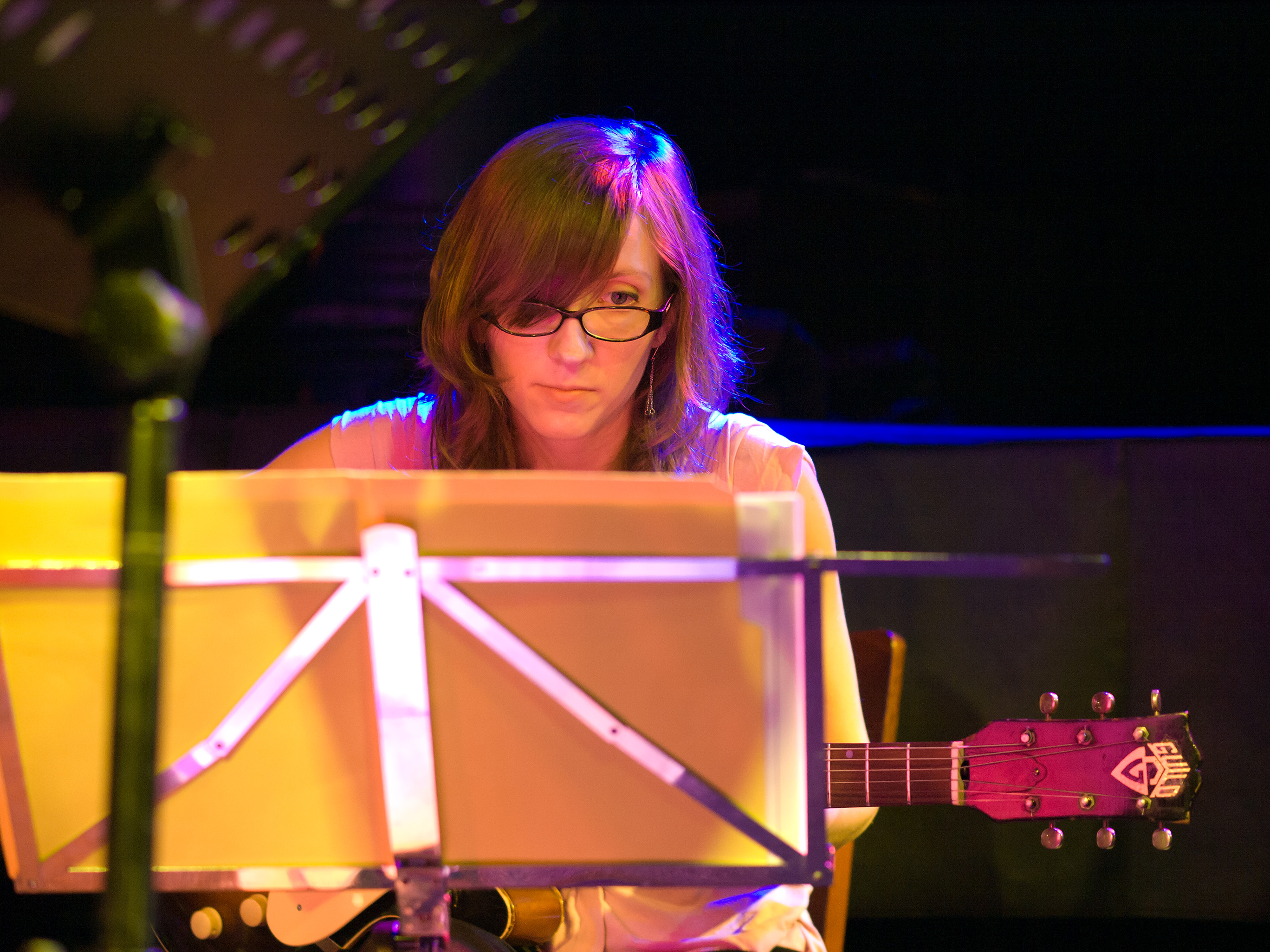
Mary Halvorson Unterfahrt München 2011

S. Victor Aaron schrieb in Something Else!, diese Songs genießen wie die Blumen, nach denen sie benannt sind, ebenfalls eine fragile Existenz, nur in dem Moment, in dem sie gespielt werden. Darin liege die Einzigartigkeit ihrer Musik: „Sie könnte mehr dekonstruiert als konstruiert sein, aber es sind auch keine zufälligen Geräusche. In jede Bewegung steckt viel Kontemplation und darüber hinaus bewegen sie sich zusammen. Obwohl die Musik sehr instinktiv ist, wird der Gedanke an das, was aus ihren Gedanken entspringt, bevor sie diese Gedanken überhaupt durch ihre Instrumente ausführen, wichtiger als die Instrumente selbst.“ Nach Ansicht Aarons sind Tomas Fujiwara, Ben Goldberg und Mary Halvorson erstklassige Musiker, die viele Gemeinsamkeiten fänden, weil sie mehr Wert auf die künstlerische Leistung legten als auf die Geschicklichkeit, die für ihre Produktion erforderlich ist.
JA Besche schrieb im Free Jazz Blog, dieses Trio repräsentiere einige der strahlendsten und vielseitigsten Talente des heutigen Jazz. Halvorson habe eine beeindruckend eigenwillige Stimme auf der Gitarre, die auf Aufnahmen spielt, die von unkompliziertem Jazz über Rock bis hin zu härterer Post-Rockmusik und abstrakten Ideen einer freieren Improvisation reichen. Fujiwara habe eine Vielzahl von Bands geleitet und den Rhythmus für eine unglaublich vielfältige und breit gefächerte Gruppe von Komponisten und anderen Bandleitern beibehalten. Ben Goldberg war einer der ersten Jazzmusiker, die mit Formen traditioneller / ethnischer jüdischer Musik experimentierten, und sein Spiel verschmilzt normalerweise zwischen Lyrik, Rhythmik und Erkundung. Auf dem vorliegenden Album sind diese Spieler in einem sehr nuancierten Stil angesiedelt, meint der Autor. Fujiwara sei sehr ausdrucksstark an seinem Kit und locke eine ganze Reihe von Klängen und Texturen an, die von treibenden Rhythmen bis zu unzusammenhängenden Mikrountersuchungen von Zeit und Raum reichen. Goldberg spiele gleichzeitig lyrisch, melodisch und abstrakt. Sein Spiel rufe Virtuosität hervor, dicht gewundene Läufe, durchsetzt mit abstraktem Pointillismus, und verschmelzen zu einfachen Melodien, die in ihrem Ton und Tempo fast gelassen pastoral wirken. Halvorsons Timing, Phrasierung und Notenauswahl seien wie gewohnt einwandfrei.
Obwohl Fujiwara, Goldberg und Halvorson routinemäßig als unverwechselbare Komponisten und Virtuosen genannt werden, schrieb Troy Collins, wird in dieser abstrakten Umgebung ihr intuitives Zusammenspiel zum Standard für eine Reihe von Kompositionen, die gemeinsam und spontan in Echtzeit improvisiert werden. Fujiwara, Goldberg und Halvorson setzten eine einzigartige Instrumentalbesetzung ein, so Collins, „die der Schaffung einer eindrucksvollen Klangwelt gegenüber offensichtlichen technischen Möglichkeiten eine größere Bedeutung beimisst, und erwecken bei The Out Louds ein seltsames und exotisches Reich zum Leben, das sich von vielen ähnlich unkonventionellen Bemühungen unterscheidet.“